# Copa Africana de Naciones 2002
La Copa Africana de Naciones 2002 fue la XXIII edición del torneo de selecciones de fútbol más importante de África. Se realizó en Malí del 19 de enero al 9 de febrero de 2002.

## Países participantes
| Equipos participantes | Equipos participantes | Equipos participantes | Equipos participantes |
| --------------------- | --------------------- | --------------------- | --------------------- |
| Argelia               | Egipto                | Marruecos             | Sudáfrica             |
| Burkina Faso          | Ghana                 | Nigeria               | Togo                  |
| Camerún               | Liberia               | R. D. del Congo       | Túnez                 |
| Costa de Marfil       | Malí                  | Senegal               | Zambia                |

## Sedes
| Bamako Kayes Mopti Ségou Sikasso | Bamako Kayes Mopti Ségou Sikasso | Bamako Kayes Mopti Ségou Sikasso | Bamako               |
| -------------------------------- | -------------------------------- | -------------------------------- | -------------------- |
| Bamako Kayes Mopti Ségou Sikasso | Bamako Kayes Mopti Ségou Sikasso | Bamako Kayes Mopti Ségou Sikasso | Stade du 26 Mars     |
| Bamako Kayes Mopti Ségou Sikasso | Bamako Kayes Mopti Ségou Sikasso | Bamako Kayes Mopti Ségou Sikasso | Capacidad: 55,000    |
| Bamako Kayes Mopti Ségou Sikasso | Bamako Kayes Mopti Ségou Sikasso | Bamako Kayes Mopti Ségou Sikasso |                      |
| Bamako Kayes Mopti Ségou Sikasso | Bamako Kayes Mopti Ségou Sikasso | Bamako Kayes Mopti Ségou Sikasso | Bamako               |
| Bamako Kayes Mopti Ségou Sikasso | Bamako Kayes Mopti Ségou Sikasso | Bamako Kayes Mopti Ségou Sikasso | Stade Modibo Keïta   |
| Bamako Kayes Mopti Ségou Sikasso | Bamako Kayes Mopti Ségou Sikasso | Bamako Kayes Mopti Ségou Sikasso | Capacidad: 25,000    |
| Bamako Kayes Mopti Ségou Sikasso | Bamako Kayes Mopti Ségou Sikasso | Bamako Kayes Mopti Ségou Sikasso |                      |
| Kayes                            | Mopti                            | Ségou                            | Sikasso              |
| Stade Abdoulaye Nakoro Cissoko   | Stade Barema Bocoum              | Stade Amari Daou                 | Stade Babemba Traoré |
| Capacidad: 15,000                | Capacidad: 15,000                | Capacidad: 15,000                | Capacidad: 15,000    |
|                                  |                                  |                                  |                      |

## Resultados
- Los horarios corresponden a la hora de Bamako (UTC+2).

### Primera fase

#### Grupo A
| Pos. | Equipo   | Pts. | PJ | G | E | P | GF | GC | Dif. | Clasificación    |
| ---- | -------- | ---- | -- | - | - | - | -- | -- | ---- | ---------------- |
| 1    | Nigeria  | 7    | 3  | 2 | 1 | 0 | 2  | 0  | +2   | Cuartos de final |
| 2    | Malí (H) | 5    | 3  | 1 | 2 | 0 | 3  | 1  | +2   | Cuartos de final |
| 3    | Liberia  | 2    | 3  | 0 | 2 | 1 | 3  | 4  | −1   |                  |
| 4    | Argelia  | 1    | 3  | 0 | 1 | 2 | 2  | 5  | −3   |                  |

 Fuente: [cita requerida]
| 19 de enero de 2002, 16:00 | Malí      | 1:1 | Liberia  | Estadio 26 de Marzo, Bamako      |                                  |
|                            | Keita 87' |     | Weah 45' | Árbitro(s): Abdel-Hakim Shelmani | Árbitro(s): Abdel-Hakim Shelmani |

| 21 de enero de 2002, 16:00 | Argelia | 0:1 | Nigeria      | Estadio 26 de Marzo, Bamako   |                               |
|                            |         |     | Aghahowa 43' | Árbitro(s): Felix Tangawarima | Árbitro(s): Felix Tangawarima |

| 24 de enero de 2002, 19:00 | Malí | 0:0 | Nigeria | Estadio 26 de Marzo, Bamako |  |
|                            |      |     |         | Árbitro(s): Alex Quartey    |  |

| 25 de enero de 2002, 19:30 | Liberia             | 2:2 (0:1) | Argelia                     | Estadio 26 de Marzo, Bamako |                          |
|                            | Daye 7' · Sebwe 72' |           | Akrour 45' · Kraouche 90+1' | Árbitro(s): Divine Evehe    | Árbitro(s): Divine Evehe |

| 28 de enero de 2002, 18:00 | Malí                     | 2:0 (1:0) | Argelia | Estadio 26 de Marzo, Bamako |                           |
|                            | Bagayoko 18' · Touré 24' |           |         | Árbitro(s): Lim Kee Chong   | Árbitro(s): Lim Kee Chong |

| 28 de enero de 2002, 18:00 | Liberia | 0:1 (0:0) | Nigeria      | Estadio Barema Bocoum, Mopti |                              |
|                            |         |           | Aghahowa 63' | Árbitro(s): Mohammad Guezzaz | Árbitro(s): Mohammad Guezzaz |

#### Grupo B
| Pos. | Equipo       | Pts. | PJ | G | E | P | GF | GC | Dif. | Clasificación    |
| ---- | ------------ | ---- | -- | - | - | - | -- | -- | ---- | ---------------- |
| 1    | Sudáfrica    | 5    | 3  | 1 | 2 | 0 | 3  | 1  | +2   | Cuartos de final |
| 2    | Ghana        | 5    | 3  | 1 | 2 | 0 | 2  | 1  | +1   | Cuartos de final |
| 3    | Marruecos    | 4    | 3  | 1 | 1 | 1 | 3  | 4  | −1   |                  |
| 4    | Burkina Faso | 1    | 3  | 0 | 1 | 2 | 2  | 4  | −2   |                  |

 Fuente: [cita requerida]
| 20 de enero de 2002, 19:30 | Sudáfrica | 0:0 | Burkina Faso | Estadio Amare Daou, Ségou |  |
|                            |           |     |              | Árbitro(s): Falla Ndoye   |  |

| 21 de enero de 2002, 16:00 | Marruecos | 0:0 | Ghana | Estadio Amare Daou, Ségou    |  |
|                            |           |     |       | Árbitro(s): Domenico Messina |  |

| 24 de enero de 2002, 16:00 | Sudáfrica | 0:0 | Ghana | Estadio Amare Daou, Ségou |  |
|                            |           |     |       | Árbitro(s): Mourad Daami  |  |

| 26 de enero de 2002, 15:30 | Burkina Faso | 1:2 (0:1) | Marruecos         | Estadio Amare Daou, Ségou |                           |
|                            | Dagano 58'   |           | Zerouali 23', 85' | Árbitro(s): Lim Kee Chong | Árbitro(s): Lim Kee Chong |

| 30 de enero de 2002, 16:00 | Sudáfrica                              | 3:1 (1:0) | Marruecos             | Estadio Amare Daou, Ségou     |                               |
|                            | Zuma 42' · Mngomeni 48' · Nomvethe 51' |           | Benmahmoud 77' (pen.) | Árbitro(s): Gamal Al-Ghandour | Árbitro(s): Gamal Al-Ghandour |

| 30 de enero de 2002, 16:00 | Burkina Faso | 1:2 (0:0) | Ghana             | Estadio Barema Bocoum, Mopti     |                                  |
|                            | Traoré 81'   |           | Boakye 90', 90+2' | Árbitro(s): Chukwudi Chukwujekwu | Árbitro(s): Chukwudi Chukwujekwu |

#### Grupo C
| Pos. | Equipo                          | Pts. | PJ | G | E | P | GF | GC | Dif. | Clasificación    |
| ---- | ------------------------------- | ---- | -- | - | - | - | -- | -- | ---- | ---------------- |
| 1    | Camerún                         | 9    | 3  | 3 | 0 | 0 | 5  | 0  | +5   | Cuartos de final |
| 2    | República Democrática del Congo | 4    | 3  | 1 | 1 | 1 | 3  | 2  | +1   | Cuartos de final |
| 3    | Togo                            | 2    | 3  | 0 | 2 | 1 | 0  | 3  | −3   |                  |
| 4    | Costa de Marfil                 | 1    | 3  | 0 | 1 | 2 | 1  | 4  | −3   |                  |

 Fuente: [cita requerida]
| 20 de enero de 2002, 17:30 | Camerún   | 1:0 (1:0) | RD Congo | Estadio Babemba Traoré, Sikasso |                          |
|                            | Mboma 40' |           |          | Árbitro(s): Coffi Codjia        | Árbitro(s): Coffi Codjia |

| 21 de enero de 2002, 18:00 | Togo | 0:0 | Costa de Marfil | Estadio Babemba Traoré, Sikasso  |  |
|                            |      |     |                 | Árbitro(s): Chukwudi Chukwujekwu |  |

| 25 de enero de 2002, 17:30 | Camerún   | 1:0 (0:0) | Costa de Marfil | Estadio Babemba Traoré, Sikasso |                               |
|                            | Mboma 85' |           |                 | Árbitro(s): Gamal Al-Ghandour   | Árbitro(s): Gamal Al-Ghandour |

| 26 de enero de 2002, 17:30 | RD Congo | 0:0 | Togo | Estadio Babemba Traoré, Sikasso |  |
|                            |          |     |      | Árbitro(s): Tessema Hailemalak  |  |

| 29 de enero de 2002, 16:00 | Camerún                              | 3:0 (0:0) | Togo | Estadio Babemba Traoré, Sikasso |                              |
|                            | Mettomo 52' · Eto'o 80' · Olembé 89' |           |      | Árbitro(s): Petros Mathabela    | Árbitro(s): Petros Mathabela |

| 29 de enero de 2002, 16:00 | RD Congo                                      | 3:1 (1:0) | Costa de Marfil | Estadio Abdoulaye Nakoro Cissoko, Kayes |                               |
|                            | Yuvuladio 28' · Nonda 66' · Kimoto 81' (pen.) |           | Traoré 86'      | Árbitro(s): Felix Tangawarima           | Árbitro(s): Felix Tangawarima |

#### Grupo D
| Pos. | Equipo  | Pts. | PJ | G | E | P | GF | GC | Dif. | Clasificación    |
| ---- | ------- | ---- | -- | - | - | - | -- | -- | ---- | ---------------- |
| 1    | Senegal | 7    | 3  | 2 | 1 | 0 | 2  | 0  | +2   | Cuartos de final |
| 2    | Egipto  | 6    | 3  | 2 | 0 | 1 | 3  | 2  | +1   | Cuartos de final |
| 3    | Túnez   | 2    | 3  | 0 | 2 | 1 | 0  | 1  | −1   |                  |
| 4    | Zambia  | 1    | 3  | 0 | 1 | 2 | 1  | 3  | −2   |                  |

 Fuente: [cita requerida]
| 20 de enero de 2002, 15:30 | Egipto | 0:1 (0:0) | Senegal    | Estadio Modibo Keïta, Bamako |                              |
|                            |        |           | Diatta 82' | Árbitro(s): Mohammad Guezzaz | Árbitro(s): Mohammad Guezzaz |

| 21 de enero de 2002, 19:00 | Zambia | 0:0 | Túnez | Estadio Modibo Keïta, Bamako |  |
|                            |        |     |       | Árbitro(s): Coman Coulibaly  |  |

| 25 de enero de 2002, 15:30 | Egipto   | 1:0 (1:0) | Túnez | Estadio Modibo Keïta, Bamako     |                                  |
|                            | Emam 23' |           |       | Árbitro(s): Arturo Daudén Ibáñez | Árbitro(s): Arturo Daudén Ibáñez |

| 26 de enero de 2002, 19:30 | Senegal    | 1:0 (0:0) | Zambia | Estadio Modibo Keïta, Bamako     |                                  |
|                            | Cámara 90' |           |        | Árbitro(s): Abdel-Hakim Shelmani | Árbitro(s): Abdel-Hakim Shelmani |

| 31 de enero de 2002, 16:00 | Egipto              | 2:1 (1:0) | Zambia       | Estadio Modibo Keïta, Bamako |                          |
|                            | Mido 35' · Emam 53' |           | Kampamba 89' | Árbitro(s): Coffi Codjia     | Árbitro(s): Coffi Codjia |

| 31 de enero de 2002, 16:00 | Senegal | 0:0 | Túnez | Estadio Abdoulaye Nakoro Cissoko, Kayes |  |
|                            |         |     |       | Árbitro(s): Domenico Messina            |  |

### Segunda fase
|  | Cuartos de final       | Cuartos de final      |                        |       | Semifinales  | Semifinales  |  |  | Final                | Final |
|  |                        |                       |                        |       |              |              |  |  |                      |       |
|  | 3 de febrero - Bamako  |                       |                        |       |              |              |  |  |                      |       |
|  |                        |                       |                        |       |              |              |  |  |                      |       |
|  | Nigeria                | 1                     |                        |       |              |              |  |  |                      |       |
|  | Nigeria                | 1                     | 7 de febrero - Bamako  |       |              |              |  |  |                      |       |
|  | Ghana                  | 0                     |                        |       |              |              |  |  |                      |       |
|  | Ghana                  | 0                     | Nigeria                | 1     |              |              |  |  |                      |       |
|  | 4 de febrero - Bamako  |                       | Nigeria                | 1     |              |              |  |  |                      |       |
|  |                        | Senegal               | 2                      |       |              |              |  |  |                      |       |
|  | Senegal                | Senegal               | 2                      | 2     |              |              |  |  |                      |       |
|  | Senegal                |                       | 10 de febrero - Bamako | 2     |              |              |  |  |                      |       |
|  | R. D. del Congo        | 0                     |                        |       |              |              |  |  |                      |       |
|  | R. D. del Congo        | 0                     | Senegal                | 0 (2) |              |              |  |  |                      |       |
|  | 3 de febrero - Kayes   |                       | Senegal                | 0 (2) |              |              |  |  |                      |       |
|  |                        | Camerún               | 0 (3)                  |       |              |              |  |  |                      |       |
|  | Sudáfrica              | Camerún               | 0 (3)                  | 0     |              |              |  |  |                      |       |
|  | Sudáfrica              | 7 de febrero - Bamako |                        | 0     |              |              |  |  |                      |       |
|  | Malí                   | 2                     |                        |       |              |              |  |  |                      |       |
|  | Malí                   | 2                     | Malí                   | 0     | Tercer lugar | Tercer lugar |  |  |                      |       |
|  | 4 de febrero - Sikasso |                       | Malí                   | 0     |              |              |  |  |                      |       |
|  |                        | Camerún               | 3                      |       |              |              |  |  |                      |       |
|  | Camerún                | Camerún               | 3                      | 1     | Nigeria      | 1            |  |  |                      |       |
|  | Camerún                |                       |                        | 1     | Nigeria      | 1            |  |  |                      |       |
|  | Egipto                 | 0                     |                        | Malí  | 0            |              |  |  |                      |       |
|  | Egipto                 | 0                     |                        |       | 0            |              |  |  |                      |       |
|  |                        |                       |                        |       |              |              |  |  | 9 de febrero - Mopti |       |
|  |                        |                       |                        |       |              |              |  |  |                      |       |

#### Cuartos de final
| 3 de febrero de 2002, 16:00 | Sudáfrica | 0:2 (0:0) | Malí                        | Estadio Abdoulaye Nakoro Cissoko, Kayes |                                  |
|                             |           |           | Touré 60' · Coulibaly 90+2' | Árbitro(s): Arturo Daudén Ibáñez        | Árbitro(s): Arturo Daudén Ibáñez |

| 3 de febrero de 2002, 19:00 | Nigeria   | 1:0 (0:0) | Ghana | Estadio 26 de Marzo, Bamako  |                              |
|                             | Lawal 80' |           |       | Árbitro(s): Mohammad Guezzaz | Árbitro(s): Mohammad Guezzaz |

| 4 de febrero de 2002, 16:00 | Camerún   | 1:0 (0:0) | Egipto | Estadio Babemba Traoré, Sikasso |                          |
|                             | Mboma 62' |           |        | Árbitro(s): Mourad Daami        | Árbitro(s): Mourad Daami |

| 4 de febrero de 2002, 19:00 | Senegal              | 2:0 (1:0) | RD Congo | Estadio Modibo Keïta, Bamako |                              |
|                             | Diao 30' · Diouf 86' |           |          | Árbitro(s): Domenico Messina | Árbitro(s): Domenico Messina |

#### Semifinales
| 7 de febrero de 2002, 16:00 | Nigeria      | 1:2 (0:0, 1:1) (t. s.)(0:1 t. s.) | Senegal             | Estadio Modibo Keïta, Bamako |                          |
|                             | Aghahowa 88' |                                   | Diop 54' · Diao 97' | Árbitro(s): Coffi Codjia     | Árbitro(s): Coffi Codjia |

| 7 de febrero de 2002, 16:00 | Malí | 0:3 (0:2) | Camerún                     | Estadio 26 de Marzo, Bamako |                           |
|                             |      |           | Olembé 39', 45+1' · Foé 84' | Árbitro(s): Lim Kee Chong   | Árbitro(s): Lim Kee Chong |

#### Tercer lugar
| 9 de febrero de 2002, 16:00 | Nigeria    | 1:0 (1:0) | Malí | Estadio Barema Bocoum, Mopti     |                                  |
|                             | Yakubu 29' |           |      | Árbitro(s): Abdel Hakim Shelmani | Árbitro(s): Abdel Hakim Shelmani |

#### Final
| 13 de febrero de 2002, 15:00 | Senegal                              | 0:0 (t. s.)(2–3 p.)        | Camerún                               | Estadio 26 de Marzo, Bamako   |  |
|                              |                                      |                            |                                       | Árbitro(s): Gamal Al-Ghandour |  |
|                              |                                      | Tiros desde el punto penal |                                       |                               |  |
|                              | Coly · Fadiga · Faye · Diouf · Cissé |                            | Wome · Suffo · Lauren · Geremi · Song |                               |  |

|                            |
| Bandera de Camerún         |
| Campeón Camerún 4.º título |

## Goleadores
3 goles
- Patrick M'Boma
- Salomon Olembé
- Julius Aghahowa

2 goles
- Hazem Emam
- Isaac Boakye
- Bassala Touré
- Hicham Zerouali
- Salif Diao

1 gol
- Nassim Akrour
- Nasreddine Kraouche
- Moumouni Dagano
- Amadou Touré
- Samuel Eto'o
- Lucien Mettomo
- Marc-Vivien Foé
- Papi Kimoto
- Shabani Nonda
- Yves Yuvuladio
- Mido
- Kandia Traoré
- Prince Daye
- Kelvin Sebwe
- George Weah
- Mamadou Bagayoko
- Dramane Coulibaly
- Seydou Keita
- Rachid Benmahmoud
- Yakubu
- Garba Lawal
- Souleymane Camara
- Lamine Diatta
- Papa Bouba Diop
- El Hadji Diouf
- Thabo Mngomeni
- Siyabonga Nomvete
- Sibusiso Zuma
- Gift Kampamba

## Equipo Ideal
- Guardameta:  Tony Sylva
- Defensas:  Taribo West,  Rigobert Song,  Ifeanyi Udeze,  Hany Ramzy
- Centrocampistas:  Seydou Keita,  Rafik Saifi,  Patrick M'Boma,  Sibusiso Zuma
- Delanteros:  Julius Aghahowa,  El Hadji Diouf